# St. Mary’s Island
St. Mary’s Island (Wyspa Świętej Marii), także: Banjul Island (dawniej: Banjol) – wyspa w Gambii u ujścia rzeki Gambia do Oceanu Atlantyckiego. Na wyspie położona jest stolica kraju Bandżul.

## Geografia
Wyspa otoczona jest od południa i zachodu lasami namorzynowymi, przez które przeprowadzono dwie drogi samochodowe: jedna wiedzie do kurortów nadmorskich w Bakau i Serrekundzie, a druga na południe od miasta. Zapewniona w ten sposób lądowa łączność z resztą kraju sprawia, że teren ten nie ma charakteru typowej wyspy i odczuwany jest jako część stałego lądu – południowego brzegu rzeki Gambia.

## Historia
Pierwszymi Europejczykami, którzy dotarli w okolice wyspy byli w XV wieku Portugalczycy. Odkryli oni wówczas również oddalony o około 10 kilometrów przylądek, który nazwali Cabo Santa Maria (Przylądek Świętej Marii). Od nazwy tego przylądka wywodzi się też nazwa wyspy.
W XVII wieku wyspa przejściowo należała też do Księstwa Kurlandii (lenna I Rzeczypospolitej). Powstał tu wtedy niewielki posterunek handlowy Fort Bayona, jednak jego rozwój zakończył się wraz z końcem kurlandzkiej kolonizacji w Gambii. Wyspa nie odgrywała w kolejnych wiekach większej roli aż do 1816 roku, kiedy wybudowali tu swój fort Brytyjczycy. Z czasem rozwinęło się z niego współczesne miasto Bandżul.